# MamaRika
Анастасі́я Олекса́ндрівна Середа́, до шлюбу Кочетова (нар. 13 квітня 1989, Червоноград, Львівської області), відома під псевдонімами MamaRika (з 2015 року) та Еріка (2008—2015) — українська співачка й авторка пісень.
У 14 років стала лауреаткою фестивалю «Червона рута». Після перемоги у телешоу «Американський шанс» обрала псевдонім Еріка та взяла участь у двох сезонах «Фабрики зірок», де посіла 6 та 2 місце. У 2011 році отримала премію «Кришталевий мікрофон» у номінації «Співачка року». Після участі у «Фабриці зірок» співпрацювала з українським продюсером Сергієм Кузіним, виконуючи популярну музику, та 2012 року випустила перший студійний альбом «Папарацци».
Після закінчення контракту із Кузіним 2015 року співачка змінила псевдонім на MamaRika, під яким випустила більшість своїх хітів у співпраці з Іваном Клименком. 2017 року випустила другий альбом «Кач», який поєднував хіп-хоп, соул та фанк, та здобула нагороду Rap.ua Awards в категорії «Найкращий кліп» за пісню «ХХДД (Ходять хлопці до дівчат)».
Одружившись з Сергієм Середою та народивши дитину, MamaRika змінила світогляд та стала частіше порушувати у творчості теми кохання та сім'ї. Після повномасштабного вторгнення співачка почала активно займатися благодійною діяльністю на підтримку Збройних сил України.

## Життєпис

### 1989—2010: «Червона рута», «Американський шанс», «Фабрика зірок»

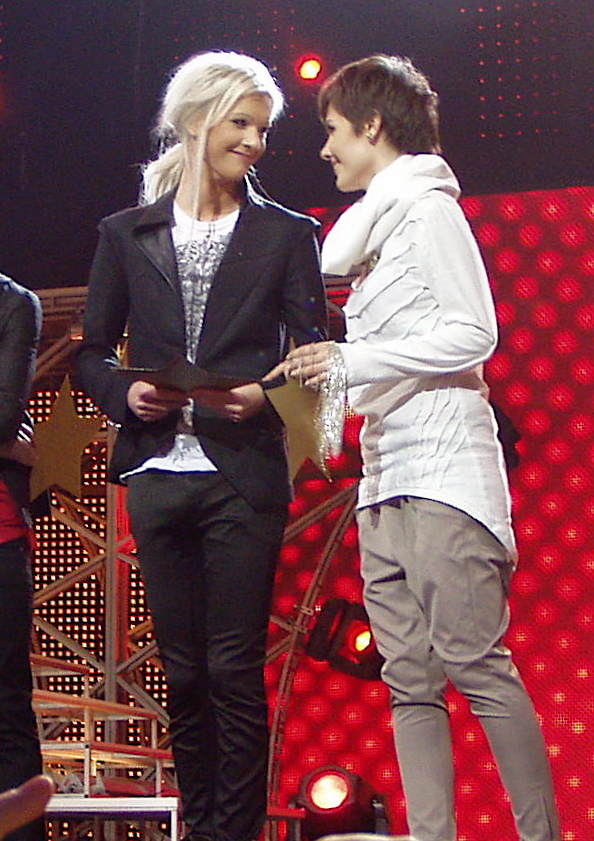
З Борисом Апрєлем на «Фабриці Зірок: Суперфінал»

Анастасія Кочетова народилася в сім'ї Олександра та Марії Кочетових у Червонограді. Її мати родом з Закарпатської області, а батько з Челябінська. Вона закінчила Червоноградську спеціалізовану школу № 8. Здібності Анастасії помітила вчителька місцевої музикальної школи та порадила батькам розвивати співочий талант доньки. Так Анастасія почала брати уроки вокалу.
В дитинстві Анастасія неодноразово брала участь у різноманітних конкурсах та фестивалях. У 14 років вона стала лауреаткою українського фестивалю «Червона рута».
17-річна Анастасія брала участь в талант-шоу Ігоря Кондратюка «Американський шанс», де її музичний талант оцінили такі діячі музики, як Стіві Вандер та Браян Макнайт. Вона здобула перемогу у проєкті, але після закінчення зйомок співпрацю з нею припинили. Після шоу Анастасія намагалася потрапити до першого сезону «Фабрики зірок», проте журі їй відмовили. Як прокоментувала згодом співачка: «Там вокальні дані не були еталоном для перемоги. Важливішим критерієм були зовнішні дані, сексуальність, вміння себе подати. Я ж була таким собі „гидким каченям“. Наївно вірила, що для журі на першому плані — вокальні здібності, а у відповідь почула: „Ви добре співаєте, але нам не підходите“. Чому — не пояснили».
Невдачі після перемоги в шоу сильно вплинули на психологічний стан співачки, вона намагалася забути пройдений етап за допомогою алкоголю. Через деякий час опанувала себе та переїхала до Львова, де відкрила музичну школу. За спогадами співачки, один з її учнів не зміг прибути на кастинг «Фабрики зірок» та віддав цю можливість їй. У 2008 році Анастасія Кочетова пройшла кастинг та стала учасницею третього сезону «Фабрики зірок» під керівництвом Костянтина Меладзе, де взяла псевдонім «Еріка». Телепередача вийшла в ефір 10 жовтня 2009 року. Під час участі в шоу вона вже працювала над створенням оригінальних пісень. Еріка дійшла до фіналу проєкту та посіла шосте місце. Під час шоу вона почала зустрічатися з іншим учасником проєкту Стасом Шурінсом, з яким пізніше створила гурт St'ereo та взяла участь у національному відборі на конкурс «Євробачення» у 2010 році. Того ж року Еріка взяла участь у шоу «Фабрика зірок: Суперфінал», де змагалися найпопулярніші учасники попередніх сезонів проєкту, та посіла друге місце.

### 2010—2015: Еріка, «Папарацци»
Я ніколи не відхрещуюся від минулого. Я поважаю той етап мого життя. Еріка – це етап становлення, без якого ніколи б в житті не було б МамаРіки. Це був етап помилок, спроб, експериментів, інколи невдалих. І завдяки тим помилкам я почала розуміти, що мені потрібно робити конкретно.
Успіх «ексфабрикантки» привернув увагу музичного продюсера Сергія Кузіна, з яким Кочетова уклала контракт до 2015 року. В наступному, четвертому сезоні «Фабрики зірок» Еріка була вже не учасницею, а ведучою. У серпні 2011 року вона стала володаркою премії «Кришталевий мікрофон» у номінації «Співачка року». В журналі «Фокус» артистку було включено до списку 30 найуспішніших зірок українського спорту та шоубізнесу; вона стала єдиною учасницею «Фабрики зірок», кому вдалося втриматися в цьому рейтингу другий рік поспіль. На думку редакції, ключовими подіями року для Еріки стали презентація кліпу на пісню «Смайлик» та озвучання Перлинки в анімаційному фільмі «Ріо».

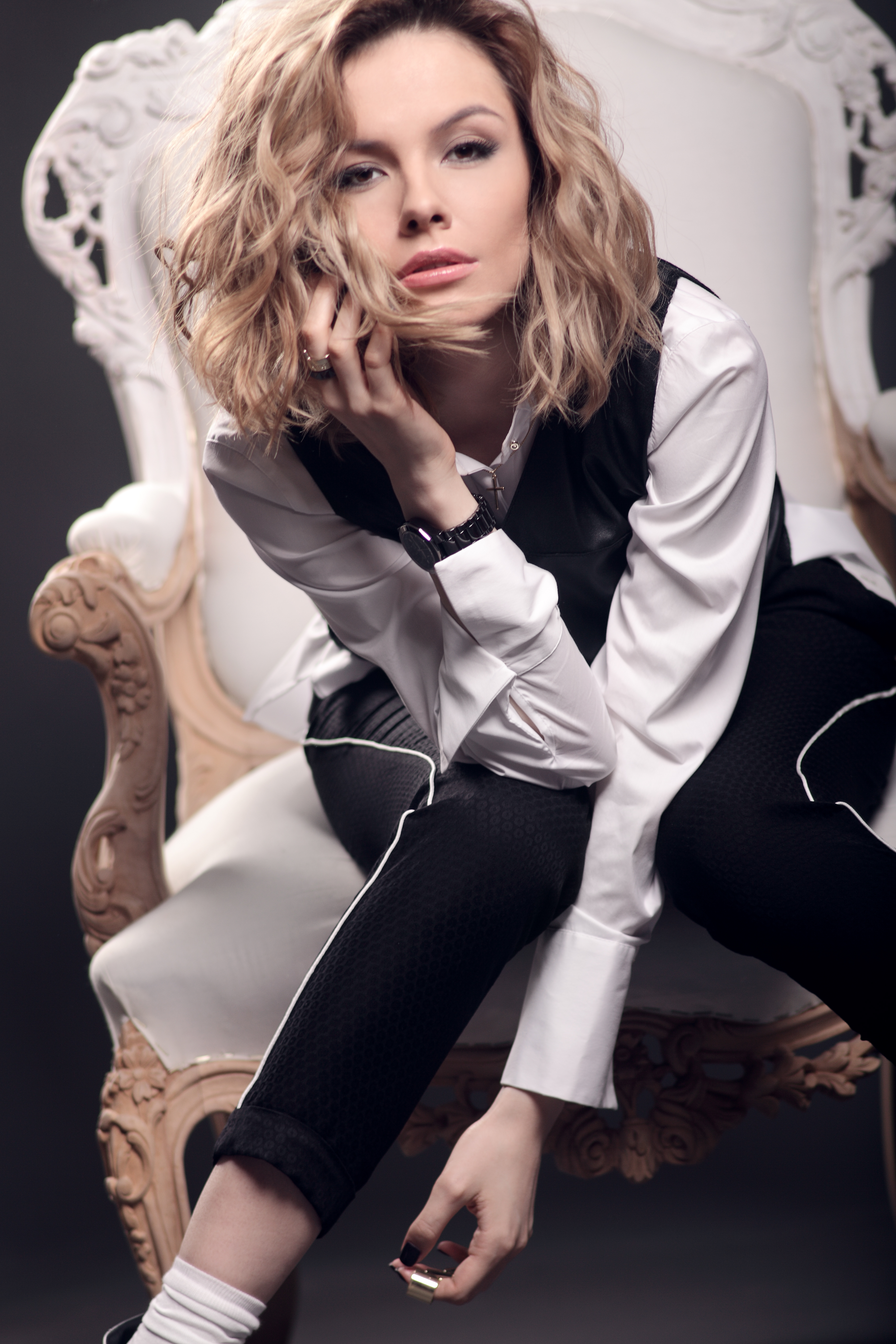
Еріка у лютому 2013 року.

У 2012 році Еріка випустила свій перший студійний альбом «Папарацци», що був поєднанням пісень українською та російською мовами, та взяла участь у «Фабрика зірок. Україна — Росія». Співачку критикували за співпрацю з Сергієм Кузіним. Так музичний портал «NaVsi100» розкритикував перехід Еріки на російську, назвавши це «русифікацією української індустрії розваг». У статті автор згадував про Еріку як про «чи не єдину, кому дозволяли співати україномовні пісні» на «Фабриці зірок». У майбутньому співачка згадувала це як етап, коли Кузін прагнув увійти з нею на російський ринок.
У 2014 році, після початку російсько-української війни, Еріка відвідала військові частини Херсонщини на прикордонні з Кримом, де дала кілька концертів. 22 травня 2014 року вона випустила спільну пісню разом з українським журналістом Олександром Ільїних під назвою «Схід-Захід/Восток-Запад», метою якої було показати, що Схід і Захід України єдині; музичне відео до нього співачка тоді назвала найважливішим за її участі. У серпні 2014 року Еріка стала обличчям дизайнерської колекції від українського модельєра Андре Тана. У жовтні 2015 року співачку почали помічати разом з учасником команди КВК «Одеські Манси» Сергієм Середою, стосунки з яким вона підтвердила в наступному році.
По закінченні п'ятирічного контракту, у листопаді 2015 року Еріка припинила співпрацю з Кузіним. Співачка спростувала чутки про можливий конфлікт з колишнім продюсером: «Особистих образ в мене на Кузіна немає. Всі п'ять років співпраці пройшли в рамках пристойності <…> Те, що ми не зійшлися баченнями і мене тягнуло не туди — це інша справа». За версією музичного порталу «Музвар», припинення співпраці Еріки та Кузіна стало одним з найвідоміших випадків розриву взаємин у музичній індустрії України.

### 2016—2021: MamaRika, «Кач», «Prolisky» і шлюб

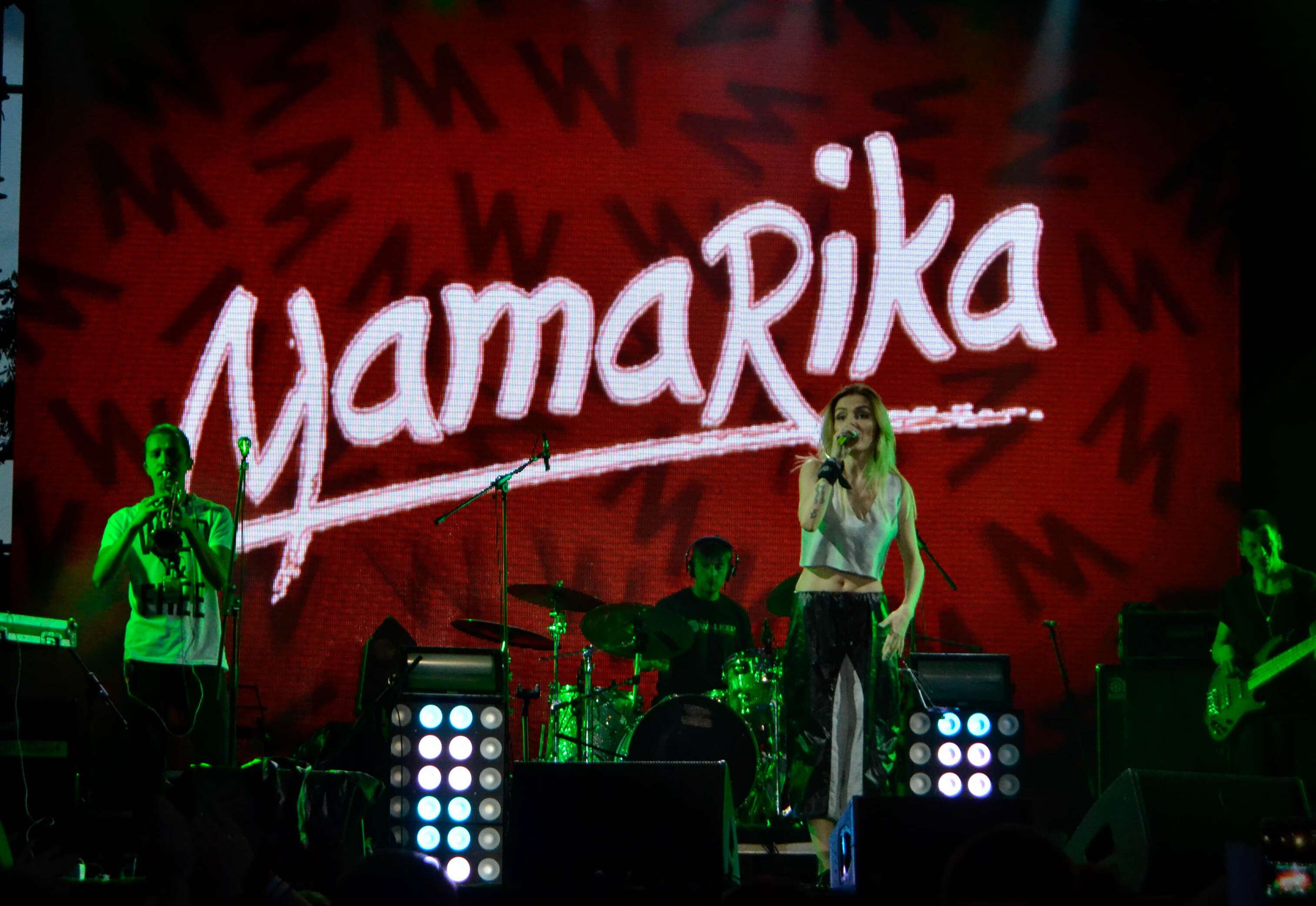
MamaRika на фестивалі MRPL City 2017 у Маріуполі.

Під час співпраці з Сергієм Кузіним в Анастасії Кочетової було з ним різне бачення щодо творчого напрямку в її кар'єрі. Співачка вважала визначним етапом своєї кар'єри початок спільної праці з українським музикантом Іваном Клименком, з яким почала «відчувати себе органічно». У квітні 2016 року вийшов серіал «Одного разу в Одесі», де Кочетова була вперше вказана в титрах як MamaRika, що стало її новим псевдонімом.
8 липня 2016 року MamaRika випустила сингли «Мама Ріка» та «Ніч у барі», які увійшли до її майбутнього альбому. 9 лютого 2017 року вона взяла участь у національному відборі Євробачення з піснею «We Are One». За результатами голосування вона посіла 5 місце. Її здібності були високо оцінені журі, проте сам виступ критикувався. На думку Джамали у композиції не вистачило яскравого моменту, а Константін Меладзе вказав на хвилювання співачки під час виконання. Загалом всі троє суддів, зокрема Андрій Данилко, зійшлись на тому, що виступ треба допрацювати.
7 жовтня 2017 року MamaRika випустила свій другий студійний альбом «Кач», який назвала «пошуком себе». Пластинка є поєднанням таких жанрів, як хіп-хоп, соул та фанк. Пісню «Xxxd (Хлопці ходять до дівчат)» визнавали одним з найголовніших хітів співачки на той час, а музичне відео на неї отримало нагороду у номінації «Найкращий кліп» музичної премії RAP.UA Awards. У грудні 2017 року MamaRika презентувала концертну програму однойменного туру, після чого відправилась у турне містами України. 5 березня 2019 року MamaRika випустила сингл «Prolisky». Музичне відео стали одним з найбільш популярних на її сторінці в YouTube і стало передвісником назви для назви своєї спільноти, яку співачка називає «проліски». Того ж року MamaRika здобула перемогу у номінації «Відкриття року» від українського відділу TopHit. Загалом її музика лунала на радіо 232 269 разів протягом року.
У березні 2020 року стало відомо, що Анастасія Кочетова одружилася з українським телеведучим Сергієм Середою. Весілля пройшло на безлюдному острові Таїланду без запрошених гостей. Під час медового місяця співачка зняла музичне відео на пісню «Maemo», у якому освідчилася чоловікові; до нього також увійшли кадри таємного весілля. У січні 2021 року подружжя переїхало з Києва до Одеси. 24 червня 2021 року співачка випустила пісню «Kava», яка три роки поспіль входила до списків найбільш прослуховуваних пісень України в щорічних звітах сервісу Spotify.

### 2021—дотепер: народження дитини, творчість під час війни
У серпні 2021 року стало відомо, що Анастасія Середа народила сина Давіда. Шлюб, вагітність та народження дитини мали великий вплив на світогляд та творчість співачки. За її словами, вона стала «зовсім іншою людиною» і змінила погляд на свою творчість: «Тепер буде тільки така музика: щира, справжня і присвячена людям». У інтерв'ю до «Радіо Промінь» співачка прокоментувала успіх своїх минулих робіт: «Люди досі слухають „Prolisky“, „Maemo“, „Kava“. На стрімінгах видно, як кількість прослуховувань зростає. Бо це про вічне ― про любов, родину, цінності, які справді важливі».
Після початку повномасштабного вторгнення 2022 року за дозволом Міністерства культури Анастасія разом з чоловіком почали брала участь у благодійних виступах та концертах на підтримку Збройних сил України. Спочатку співачка брала участь у міжнародних концертах, згодом почала концертний тур Україною. Подружжя активно підтримувало та створювало збори на підтримку ЗСУ та допомогу хворим дітям. Співачка також брала участь у різноманітних благодійних заходах.
Після перебування 1,5 місяця за кордоном MamaRika повернулась в Україну та анонсувала свою першу пісню після початку повномасштабного вторгнення. Пісня «Сину» вийшла 4 травня 2022 та була присвячена українським матерям та дітям, які постраждали від війни Росії в Україні. Композиція отримала захоплені відгуки аудиторії, а видання схарактеризували її як «емоційну» та «зворушливу». Під час виходу пісні співачка написала: «Кожна з нас подолала страшний та важкий шлях, щоб врятувати свою дитину. Я ніколи не забуду те, як пригортала свого сина Давіда до грудей, коли над нашим будинком пролітали ракети. <…> Ми просто повинні зупинити ворога і дати нашим діткам світле, мирне майбутнє, щоб більше ніколи не бачити страху в їхніх очах!». 10 листопаду 2022 року у співпраці з Yaktak був випущений сингл «Лелека» про українок та українців, які змушені покидати свій дім. 9 грудня 2022 року співачка представила пісню «Зоря», музичне відео до якої знімалося в Ойцовському парку в Польщі в проміжках між благодійними виступами містами Європи.
16 лютого 2023 року MamaRika та Kola випустили спільну пісню «Люди». Музичне відео до пісні увійшло до трендів YouTube та отримало понад 22 мільйонів переглядів. На пісню, написану виконавицями у співпраці з Іваном Клименком, їх надихнув дух українських людей, а також люди з усього світу, що займались благодійною діяльністю в підтримку України. 11 травня 2023 року вийшла пісня «Сльози і Пісні», в якій MamaRika рефлексує про безвісти зниклих і полонених військових та жінок, що пишуть листи коханим. 4 квітня 2024 року MamaRika випустила автобіографічну пісню «Хтось йде», в якій відображено її особистий досвід і емоційні переживання через кризу в сімейних стосунках 2 січня 2025 року співачка випустила сингл «Колишня», відео до якого зайняло перше місце в музичних трендах України на YouTube.

## Публічний імідж
Коли ти не є самостійною артисткою, ти мало на що впливаєш. MamaRika – це вже викохана мною музика. Це повністю я, до кісток. І навіть якщо я помиляюся, я сама беру за це відповідальність. І до речі, MamaRika – це абсолютна українська артистка від першої пісні. MamaRika одразу співала українською. Це для мене важливо. А от людина я та сама.
Андрій Шалімов з українського порталу реп-музики Rap.ua у інтерв'ю зі співачкою поділив її творчість на три етапи: «Еріка під час „Фабрики зірок“», «Еріка і російська попса» та «МамаРіка». На початку кар'єри Еріку описували як зухвалу та яскраву виконавицю з сильним голосом. У третьому сезоні «Фабрики зірок» Еріка та Вася Нагірняк були єдиними україномовними учасниками проєкту. Під час співпраці з Сергієм Кузіним співачка почала випускати зокрема російськомовні пісні, за що критиуквалася. Після закінчення контракту з Сергієм Кузіним змінила псевдонім на MamaRika, відмовившись від старого репертуару. Після зміни іміджу позиціювала себе як хіп-хоп виконавицю та випустила альбом «Кач». Новий стиль співачки отримав визнання української реп-спільноти та приніс їй нагороду в категорії «Найкращий кліп» за пісню «ХХДД» на церемонії Rap.ua Awards. Починаючи з пісні «Prolisky» MamaRika почала змінювати репертуар на більш ліричний та повертатись у жанр попмузики. Загалом її творчість під псевдонімом MamaRika багаторазово описувалась ЗМІ як «чуттєва» та «зворушлива».
У 2014 році Анастасія розповіла про власний досвід стосунків з жінкою та в майбутньому підтримувала ЛГБТ спільноту. 
Багаторазово знімалася для обкладинок журналів. Зокрема для таких, як «Story», «Playboy», «Viva!» та «Maxim».

## Дискографія

### MamaRika
Альбоми
- 2017 — «Кач»
- 2016 — «МамаРіка» (мініальбом)

Сингли
- «Мама Ріка»
- «Ніч у барі»
- «We Are One»
- «Кач»
- «Ти і я»
- «ХХДД»
- «Fayno»
- «Зайві»
- «Дай нам Боже»
- «Prolisky»
- «Я полум'я»
- «Maemo»
- «Скажене дівчисько»
- «Mavka»
- «Серце стукає стукає стукає»  (з VovaZiLvova)
- «Kava»
- «Дурненька»
- «На руках»
- «Сину»
- «Як ти там живеш»
- «Щастя»
- «Лелека»  (з Yaktak)
- «Зоря»
- «Люди»  (з Kola)
- «Сльози і Пісні»
- «Серце»
- «Останній день»
- «Достатньо»  (з DOVI)
- «Замело»
- «Хтось йде»
- «Мріяла»  (з Vlada K)
- «Шепоче дощ»  (з Balsam)
- «Кажани»
- «Не йди»
- «Колишня»
- «Мамитати»
- «Звʼязок»

### Еріка
Альбоми
- 2012 — «Папарацци»
- 2012 — «Папарацци (Live)» (концертний альбом)

Сингли
- «Не тормози»
- «Душа»  (запрошений виконавець у Мотор'ролла)
- «Смайлик»
- «Ковбой»
- «Папарацци»
- «Последний раз»
- «Под снежным серебром»
- «Небо пополам»
- «Любовь не верит цифрам»
- «С первого взгляда»
- «Весь мир»
- «Схід-Захід / Восток-Запад»  (при участі Олександра Ільїних)

## Фільмографія
| Рік  | Назва українською     | Оригінальна назва  | Роль     | Примітка    |
| ---- | --------------------- | ------------------ | -------- | ----------- |
| 2011 | «Ріо»                 | Rio                | Перлинка | Озвучування |
| 2016 | «Одного разу в Одесі» | «Однажды в Одессе» | Юля      | т/c         |
| 2016 | «Стартапери»          | «Стартапери»       | Ілона    | т/c         |